# Darbėnai
Darbėnai är en ort i Klaipėda län i nordvästra Litauen. Enligt folkräkningen från 2011 har staden ett invånarantal på 1 461 personer. Staden är belägen 16 km norr om Kretinga. Darbėnai är huvudstaden Darbėnai seniūnija.

## Historia

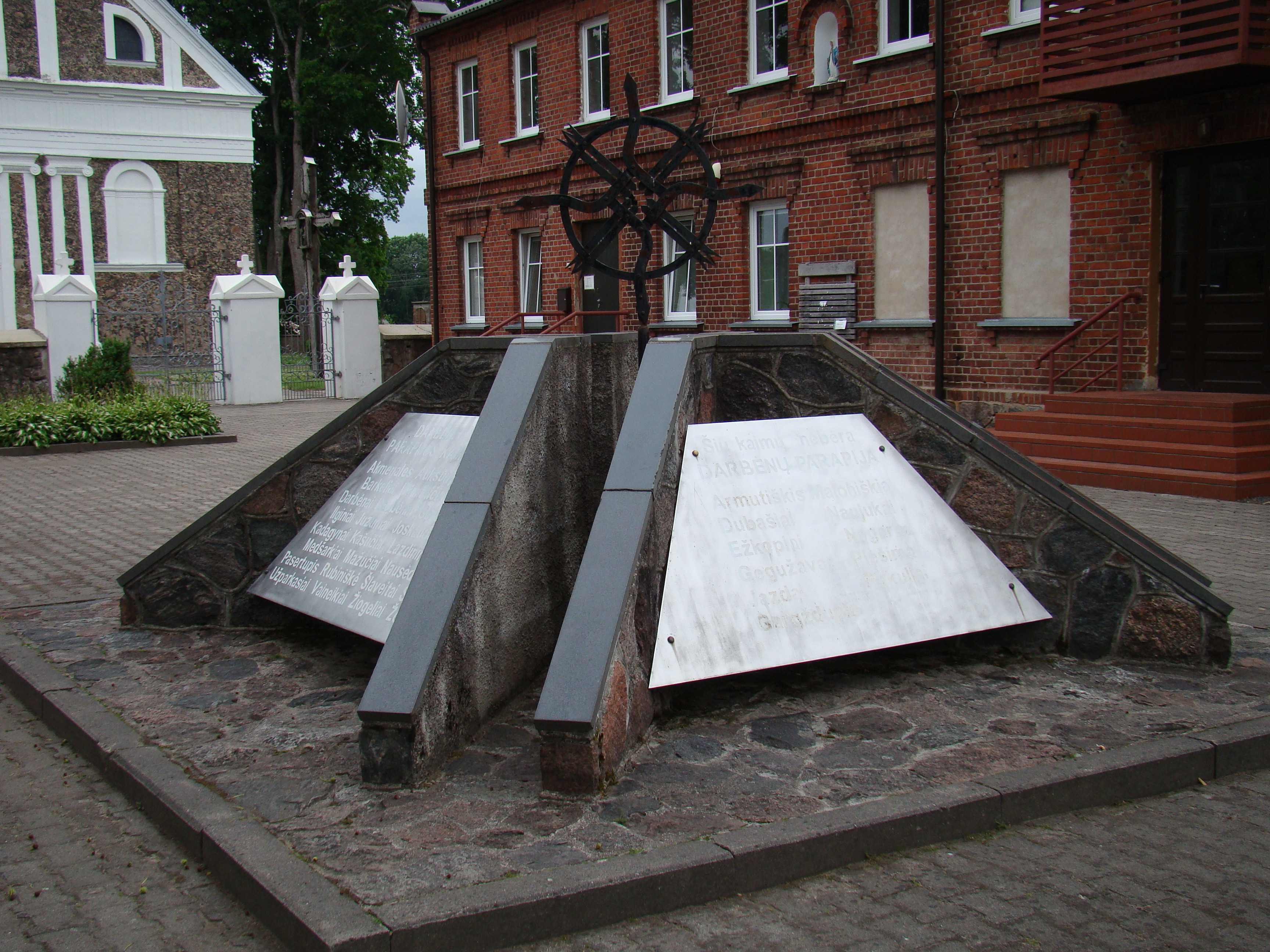
Stenmonument i Darbėnai Metrika

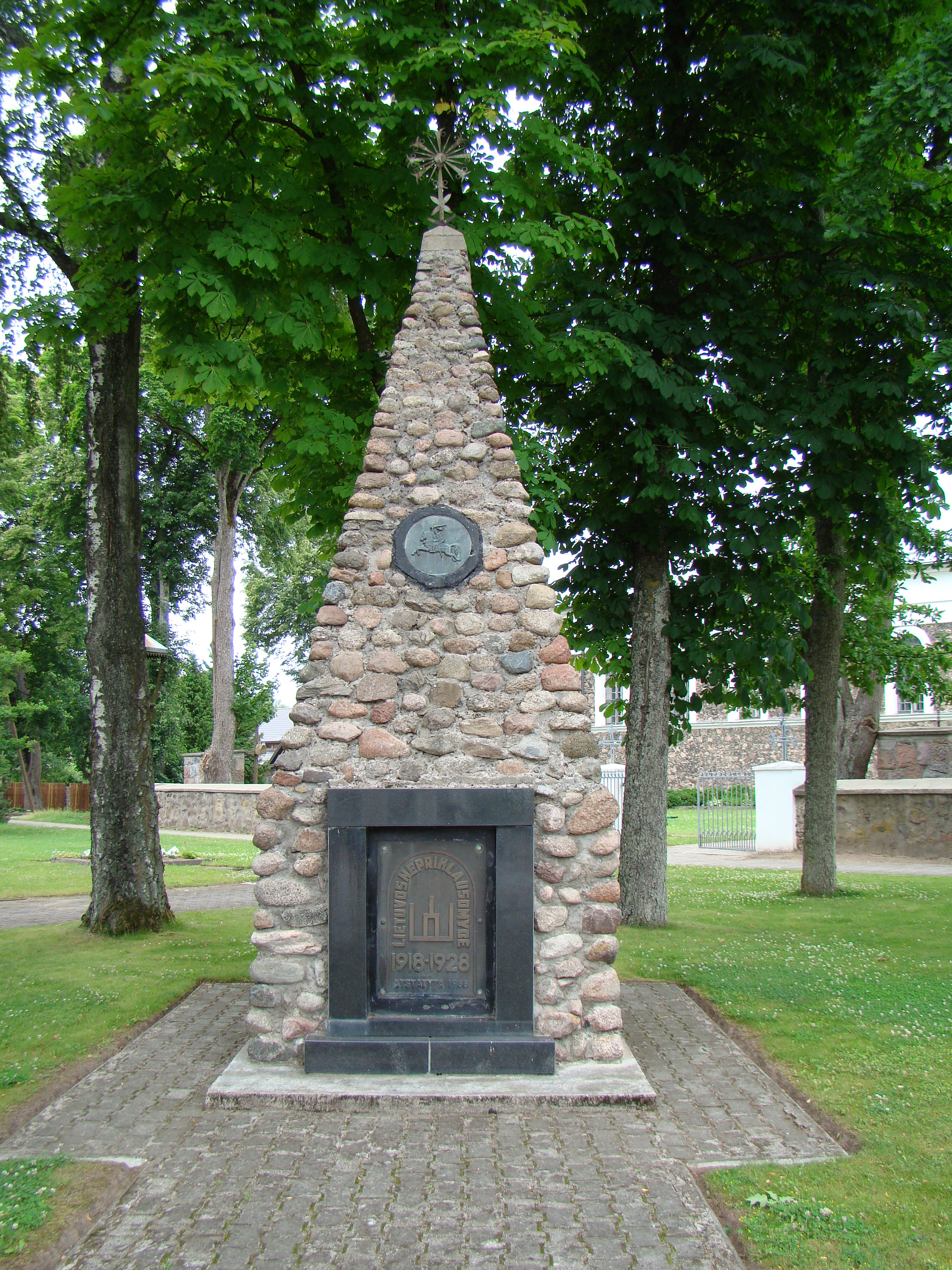
Frihetsmonumentet som byggdes 1930

Darbėnai omnämndes för första gången år 1591 men man tror att byn etablerades år 1566 under Volokreformen. 1621 byggde Jan Karol Chodkiewicz stadens första träkyrka. 1701 beviljade hertigen av Kurland ett handelssamarbete med Darbėnai vilket kung August den starke godkände. Sedan 1730 har Darbėnai kallats för stad.
I början av 1800-talet började stadens första skolverksamhet. 1842 byggdes den nuvarande katolska kyrkan med namn efter apostlar Petrus och Paulus. År 1855 öppnades stadens första grundskola. Darbėnai hade en betydande roll 1831 under Novemberupproret, och staden brann ner under striderna.
År 1897 bodde 2 059 invånare i staden. Ett postkontor öppnades där år 1906. 1923 hade Darbėnai 1 018 invånare och år 1936 var antalet invånare 1 921. År 1930 byggdes ett frihetsmonument, som förstördes 1962 och byggdes upp på nytt 1989. Under Sovjetunionens ockupation var Darbėnai centralort för kolchos.
Idag är Darbėnai huvudstaden i Darbėnai seniūnija. Gamla staden i Darbėnai är idag en sevärdhet. Där finns idag bland annat postkontor, bibliotek, förskola, gymnasium, sjukhus, apotek och fritidsgård.

## Namnets ursprung
Staden Darbėnai är uppkallad efter floden Darba som rinner i närheten av staden.